# Dzsedefhór
Dzsedefhór vagy Hórdzsedef (ḏd.f-ḥr) ókori egyiptomi herceg a IV. dinasztia idején; Hufu fáraó fia, Dzsedefré és Hafré fáraók testvére.

## Személye
Ő az egyik főszereplője a Westcar-papiruszon fennmaradt történetnek. Említik egy feliraton a Vádi Hammamátban, melyen neve kártusban szerepel Hufu, Dzsedefré és Hafré neve után, egy másik fivére, Bauefré neve előtt. Kártusba ekkoriban csak a fáraók nevét írták, de arra nincs bizonyíték, hogy akár Dzsedefhór, akár Bauefré fáraóként uralkodott volna.
Neki tulajdonítanak egy bölcs mondásokkal teli könyvet (Dzsedefhór intelmei), amely csak töredékekben maradt fenn. Gízai sírja ismert (G7120+7220), benne a feliratokat talán egy ellensége rongálta meg. Úgy tűnik, halála után Dzsedefhórt istenítették.
Menkauré uralkodása alatt még életben volt. Gránitszarkofágja ma a kairói Egyiptomi Múzeumban található. Nevének jelentése „állandó, mint Hór".